# Jeff Williams (velocista)
Jeffrey Williams, detto Jeff (Los Angeles, 31 dicembre 1965), è un ex velocista statunitense, medaglia di bronzo nei 200 metri piani ai Mondiali di Göteborg 1995.

## Biografia
In carriera vanta una partecipazione ai Giochi olimpici (5º posto nei 200 m piani ad Atlanta 1996) e una vittoria in Coppa del mondo (nel 1992 con la staffetta 4×100 metri).

## Palmarès
| Anno | Manifestazione      | Sede     | Evento      | Risultato | Prestazione | Note  |
| ---- | ------------------- | -------- | ----------- | --------- | ----------- | ----- |
| 1991 | Giochi panamericani | L'Avana  | 100 m piani | Bronzo    | 10"48       | [ 1 ] |
| 1995 | Mondiali            | Göteborg | 200 m piani | Bronzo    | 20"18       |       |
| 1996 | Giochi olimpici     | Atlanta  | 200 m piani | 5º        | 20"17       |       |

## Altre competizioni internazionali
1992
- Bronzo in Coppa del mondo ( L'Avana), 200 m piani - 20"75
- Oro in Coppa del mondo ( L'Avana), 4×100 m - 38"48